# 古川徹
古川 徹（ふるかわ とおる、1964年 - ）は、日本の実業家、保険コンサルタント。元ミュージシャンで、ヘヴィメタルバンド・聖飢魔IIの3代目ドラマーであった。
早稲田大学商学部卒。1985年に聖飢魔IIを脱退して以後は、本名を使い実業界で活動。2005年8月に保険マンモス株式会社を設立して代表取締役社長に就任している。

## 来歴・人物
旭化成に就職、営業畑を歩む。旭化成ではサランラップの営業を主に担当していた。
旭化成に10年間勤務した後にソニー生命に転職。ソニー生命には7年半勤務し、最終的にはエグゼクティブプランナー（一般企業で言う部長級）まで出世した。しかし当時のソニー生命はWEBでの集客にあまり積極的ではなかったため、2005年8月に独立して保険マンモス株式会社を設立。現在、保険マンモス代表取締役社長。
また、2008年5月にピースネット株式会社を設立し、保険代理店事業も手がけている。

## 音楽活動
早稲田大学3年生の時、音楽サークルの先輩であったデーモン閣下に誘われて聖飢魔IIにドラマーとして加入。ジャギ古川（ジャギふるかわ、Jagy Furukawa）と称した。敬称はCAP（Back Stage Of 聖飢魔II 〜ウラビデオ〜ではCFP）。大学4年の10月に脱退したが、聖飢魔IIの解散時に行われたTHE ULTIMATE BLACK MASSに参加している。2014年以降はオリンポス16闘神にドラマーとして本名で参加。